# BioShock 2
BioShock 2 là một game bắn súng góc nhìn thứ nhất do 2K Marin phát triển và 2K Games phát hành. Một phần trong dòng game Bioshock, đây là phần tiếp theo của tựa game năm 2007 BioShock và được phát hành trên toàn thế giới cho Microsoft Windows, PlayStation 3, và Xbox 360 vào ngày 9 tháng 2 năm 2010. Feral Interactive đã phát hành phiên bản OS X của game vào ngày 30 tháng 3 năm 2012. Lấy bối cảnh tại thành phố hư cấu dưới nước mang hơi hướng dystopia Rapture, câu chuyện của trò chơi diễn ra tám năm sau BioShock. Nắm quyền điều khiển Subject Delta, một Big Daddy to lớn mà vụng về, người chơi tả xung hữu đột với đám "Splicers", cư dân điên loạn của thành phố, sử dụng vũ khí và một loạt sửa đổi di truyền. Trò chơi cũng giới thiệu một chế độ nhiều người chơi theo cốt truyện có tên Fall of Rapture, diễn ra trong cuộc nội chiến năm 1959 của Rapture, trước các sự kiện của phần đầu tiên.

## Cốt truyện
BioShock 2 mở đầu vào đêm giao thừa năm 1958, khi Subject Delta tuần tra Rapture với Little Sister của anh tên là Eleanor. Eleanor bị tách ra khỏi Delta bởi mẹ mình là Sofia Lamb, kẻ sử dụng plasmid kiểm soát tâm trí lên Delta để khiến anh ta tự bắn mình. Mười năm sau, Delta thức tỉnh, được Little Sisters hồi sinh dưới sự kiểm soát của Eleanor. Delta bị thu hút về phía Eleanor bởi mối gắn kết Big Daddy-Little Sister trước đây giữa hai người bọn họ. Brigid Tenenbaum gặp Delta và giải thích rằng trừ khi Delta tái hợp với Eleanor, anh ta sẽ rơi vào tình trạng hôn mê. Với sự giúp đỡ của Little Sisters dưới sự kiểm soát của Eleanor và đồng minh của Tenenbaum, cựu doanh nhân Augustus Sinclair, Delta tìm đường đến căn cứ địa của Lamb. Đi qua thành phố, Delta gặp các thành viên của gia đình Rapture như Grace Holloway, một ca sĩ đã phải chịu đựng theo luật bất công của Ryan chống dấy loạn; Stanley Poole, tay họa sĩ lừa bịp đã sát hại nhiều thành viên của Gia đình tại Quảng trường Dionysus sau khi dại dột cố gắng che đậy những sai lầm ngớ ngẩn của mình khỏi Lamb; và Gil Alexander, một nhà khoa học đáng kính, từng làm việc tại Fontaine Futuristics trước khi Lamb biến anh ta thành một quái vật dị dạng được bộ giáp che phủ, anh ta có thể giết hoặc tha mạng, và tìm hiểu kế hoạch của Lamb: cô tìm cách sử dụng ADAM để biến Eleanor thành hiện thân hoàn hảo của lòng vị tha của mình. Mục đích cuối cùng của Lamb là thu thập tâm trí và ký ức của mọi người trong Rapture trở thành một phần của Eleanor thông qua việc sử dụng bộ nhớ di truyền trong ADAM, do đó biến cô thành "Hiện thân của Gia đình" mà Lamb tin rằng sẽ chấm dứt "The Self".
Delta đến một căn phòng giam nơi Eleanor bị nhốt lại, nhưng Lamb đã bắt giữ Delta và cắt đứt mối quan hệ của anh ta với Eleanor bằng cách tạm thời làm ngừng trái tim cô. Mặc dù Eleanor sống sót, Delta bắt đầu chết dần vì mối ràng buộc không thể được thiết lập lại. Sử dụng một Little Sister, Eleanor biến mình thành một Big Sister và giúp Delta thoát khỏi chốn ngục tù. Họ cùng nhau hướng đến một nhóm trốn thoát mà Sinclair đã sắp xếp để rời Rapture. Cả hai phát hiện ra rằng Lamb đã chuyển đổi Sinclair thành Subject Omega, tuyên bố rằng Delta sẽ trở thành cái mà Sinclair hiện đang có, và Delta buộc phải kết liễu anh ta. Sau trận đấu đỉnh cao cuối cùng với tàn dư của Gia đình Rapture nhằm tạo cơ hội cho Eleanor chuẩn bị lớp vỏ bọc, Delta buộc phải làm ngập cả khu vực và trốn thoát trong bộ đồ này. Eleanor và Delta đi đến khu vực thoát hiểm nhưng một quả bom do Lamb đặt khiến Delta bị thương nặng. Eleanor dịch chuyển tức thời và đến được buồng thoát hiểm trước khi quả bom nổ tung, trong khi Delta cố gắng túm lấy bên hông buồng và trèo lên trên khi nó nổi lên.
Kết thúc của trò chơi phụ thuộc vào cách người chơi tương tác với Little Sisters, và số phận của Holloway, Poole và Alexander trong game. Eleanor có thể cứu Sofia Lamb hoặc buộc cô ta chết đuối, tùy thuộc vào việc người chơi tha mạng hay xử tử các nhân vật không phải người chơi. Nếu Delta giải cứu tất cả các Little Sisters anh ta sẽ trút hơi thở cuối cùng trong vòng tay của Eleanor, thời tiết sẽ trở nắng và sạch đẹp, sau đó cô sẽ hấp thụ tính cách và ký ức của anh ta và rời khỏi Rapture cùng các Little Sisters để thay đổi thế giới tốt đẹp hơn, thả rơi con búp bê mà một trong những little sisters đã cho cô bé ở đại dương, hơi giống với Delta, để thương tiếc cái chết của anh ấy, và làm cho cái chết của anh ấy xứng đáng hơn. Nếu Delta thu về tất cả các Little Sisters thì Eleanor sẽ trích xuất ADAM của Delta và tiến tới thống trị thế giới, thời tiết trở nên tối tăm và bão tố khi xác chết của cư dân Rapture nổi lên mặt nước. Một sự pha trộn giữa giải cứu và gom góp các little sisters cho người chơi một sự lựa chọn; hoặc Eleanor có thể hấp thụ ADAM của mình và trở thành ác quỷ, hoặc Delta có thể ngăn cô bé lại và chết, trong trường hợp đó, Eleanor sẽ thương tiếc cái chết của anh ta và tự kết liễu đời mình.

## Lối chơi
BioShock 2 thuộc thể loại bắn súng góc nhìn thứ nhất, với người chơi vào vai Subject Delta, nguyên mẫu cho Big Daddy 8 năm sau các sự kiện của phần đầu tiên. Như trong BioShock, người chơi khám phá Rapture và chiến đấu với đám Splicers, cư dân điên loạn còn lại của thành phố dưới biển, sử dụng kết hợp môi trường, vũ khí, plasmid và thuốc bổ. Plasmids và thuốc bổ là các chất lỏng tái mã hóa di truyền đặc biệt cung cấp cho người dùng khả năng chủ động hoặc thụ động, và bao gồm nhiều chất được giới thiệu trong BioShock cũng như các chất mới. Ví dụ, Plasmid có thể cung cấp cho người chơi khả năng sử dụng telekinesis hoặc gọi lửa, trong khi thuốc bổ có thể cải thiện tốc độ di chuyển, sát thương tấn công hoặc kháng sát thương của người chơi. Một số vũ khí trong BioShock 2 trước đây đã được Big Daddies mang theo trong phần đầu tiên, bao gồm một mũi khoan đầy uy lực và một khẩu súng đinh tán. Người chơi có thể sử dụng từng loại vũ khí trong một cuộc tấn công cận chiến tầm gần, không giống như trong phần đầu tiên, và có thể trang bị vũ khí và một plasmid cùng một lúc, chúng có thể sử dụng liên tiếp để tiêu diệt kẻ thù. Ví dụ, người chơi có thể đóng băng kẻ thù bằng cách sử dụng một plasmid sau đó phá vỡ nó bằng súng giáo. Nếu người chơi bị giết, họ sẽ được hồi sinh trong "vita-chamber" được viếng thăm gần đây nhất.
Khi người chơi khám phá Rapture, cũng sẽ thu thập đạn, máu, vật phẩm phục hồi, tiền và EVE (một chất lỏng dùng để tăng sức mạnh cho việc sử dụng plasmid). Tiền có thể được sử dụng để mua thêm các mặt hàng tại các máy bán hàng tự động nằm rải rác trong thành phố. Người chơi cũng sẽ gặp các hệ thống bảo mật có thể bị hack thông qua một mini-game; điều này đòi hỏi người chơi phải dừng một cây kim di chuyển nhanh một hoặc nhiều lần trong các khu vực được tô màu chính xác của giác kế. Dừng nó trong một khu vực màu xanh lá cây tiến triển trình tự hoặc có khả năng kết thúc nó; dừng lại ở khu vực màu xanh có thể cấp tiền thưởng cho kết quả hack, hạ cánh ở khu vực màu trắng khiến người chơi bị sốc (gây ra một lượng sát thương nhỏ); và hạ cánh trong một khu vực màu đỏ gây ra cảnh báo an ninh. Người chơi cũng có thể tiếp cận một camera video nghiên cứu. Trong BioShock 2, khi người chơi bắt đầu ghi âm kẻ thù, người chơi sẽ có một thời gian ngắn để gây sát thương cho kẻ thù đó theo cách sáng tạo để ghi được một số điểm, sau đó được thêm vào tổng số điểm nghiên cứu của loại địch thủ đó. Ở nhiều cấp độ nghiên cứu khác nhau, người chơi được thưởng những khả năng mới. Một số khu vực của trò chơi diễn ra hoàn toàn dưới nước, hạn chế các hành động mà người chơi có thể thực hiện.
Là một Big Daddy, người chơi có thể đánh bại các Big Daddy khác để nhận nuôi đám Little Sisters—khi họ thu thập ADAM cho người chơi—hoặc gom góp chúng lại để lấy trọn vẹn ADAM của họ. Nếu người chơi nhận nuôi Little Sister, người chơi phải hộ tống và chịu trách nhiệm của mình cho các xác chết rải rác xung quanh Rapture và bảo vệ chúng trong khi họ thu hoạch thêm ADAM. Khi Little Sister đã thu thập đủ ADAM, người chơi có thể đưa cô ấy trở lại một lỗ thoát hiểm, nơi người chơi phải chọn để giải cứu hoặc thu gom Little Sister. Việc giải cứu cô ấy mang lại cho người chơi một lượng ADAM khiêm tốn nhưng cũng có khả năng nhận được những món quà có lợi sau này; thu gom bé cô ấy mang lại một sự gia tăng ADAM lớn. ADAM sau đó có thể được chi tiêu tại các máy của Gatherer's Garden xuyên suốt Rapture để mua các plasmid mới, thuốc bổ gen, ô chứa đồ hoặc nâng cấp cột máu. Khi người chơi đã giải cứu hoặc thu hoạch được mỗi Little Sisters ở màn đó, người chơi sẽ bị một Big Sister tấn công. Sự nhanh nhẹn và tháo vát của Big Sister sẽ giao cho người chơi một trận chiến khó khăn trước khi người chơi có thể tiến xa hơn trong trò chơi.

## Đón nhận
BioShock 2 nhận được đánh giá tích cực. Trên trang web tổng hợp kết quả đánh giá Metacritic, nó có điểm trung bình có trọng số là 88/100 trên các hệ máy được phát hành.
Charlie Barratt của GamesRadar đã trao cho trò chơi một số điểm hoàn hảo nói rằng "Vũ khí tốt hơn. Plasmid tốt hơn. Kẻ thù tốt hơn. Tại một số điểm, thậm chí kể chuyện cũng tốt hơn. Tuy nhiên, điều kinh ngạc và ngạc nhiên nhất về BioShock 2, là bằng cách tìm hiểu sâu hơn về lịch sử bị tra tấn của Rapture và khám phá thêm về thế giới bị ma ám của Rapture, nó thực sự đã làm cho BioShock đầu tiên trở nên tốt hơn."
Andrew Reiner của Game Informer đã chấm điểm cho trò chơi này là 8.25. Ông chỉ trích trò chơi này quá giống với người tiền nhiệm của nó, nói rằng "Trong khoảng 10 giờ, BioShock 2 theo sát bước chân của người đi trước, quá sợ hãi khi tiêm bất cứ thứ gì mới vào thế giới xoắn này." Tuy vậy, ông ca ngợi kết thúc của trò chơi, nói rằng "Cuối cùng cuộc phiêu lưu đáng thất vọng này đã rẽ một góc. Phải mất 10 giờ để đến đó, nhưng hai arc cuối cùng (kéo dài gần ba giờ) là tuyệt vời." Ông kết luận với "BioShock 2 cuối cùng trở thành phần tiếp theo mà tôi hy vọng, nhưng dành quá nhiều thời gian để đến đó." Năm 2013, Liz Lanier của Game Informer đã xếp hạng Tiến sĩ Sofia Lamb là một trong số mười nữ nhân vật phản diện hàng đầu trong trò chơi điện tử, nói rằng "một kẻ cực đoan bị ám ảnh bởi "điều tốt hơn," Lamb sẽ hy sinh bất cứ điều gì và bất cứ ai vì chương trình nghị sự của riêng mình; cho dù điều đó có nghĩa là tẩy não hoặc giết người để tạo ra utopia của cô ấy, cô ấy đã suy sụp."
IGN đã châm cho game 9.1/10 điểm và nói rằng "bất kỳ ai đang tìm kiếm một game bắn súng góc nhìn thứ nhất cung cấp nhiều hơn các nhân vật phẳng, rập khuôn và các âm mưu siêu chiến binh theo kiểu sao chép và dán, một trong đó cố gắng thiết lập ý thức đúng và sai và đưa bạn vào quá trình ra quyết định, và một trong những thiết lập được nhận ra một cách sống động nhất xung quanh sẽ chọn BioShock 2. Đây là một trò chơi trong đó câu chuyện, bối cảnh và lối chơi được pha trộn một cách chuyên nghiệp nhằm tạo ra một loại trải nghiệm kích thích tư duy như đang giải trí." Đánh giá của IGN cũng nói rằng trò chơi không có vẻ ấn tượng về mặt thị giác như người tiền nhiệm của nó, nhưng nó vẫn là một trong những trò chơi có khung cảnh đẹp nhất xung quanh bởi vì phong cách nghệ thuật độc đáo của nó. Trong một cuộc trò chuyện video kiểu bàn tròn, các biên tập viên của IGN nói rằng Rapture ít bí ẩn hơn bởi vì người chơi đã nhìn thấy nó trước đó và đó là một cuộc cú đánh lớn chống lại trò chơi. Vì bản gốc có một cảm giác bí ẩn kỳ lạ với nó, các vòng xoắn và lượt nhìn thấy trong phần tiếp theo dường như ít gây ngạc nhiên hơn.